# Ламберто Петрі
Ламберто Петрі (італ. Lamberto Petri, нар. 21 січня 1910, Лукка — пом. 28 листопада 1964, Сан-Франциско) — італійський футболіст, захисник.
Насамперед відомий виступами за клуб «Луккезе-Лібертас».

## Ігрова кар'єра
У дорослому футболі дебютував 1929 року виступами за команду клубу «Луккезе-Лібертас», в якій провів шість сезонів, взявши участь у 147 матчах чемпіонату. Більшість часу, проведеного у складі «Луккезе», був основним гравцем захисту команди.
Своєю грою за цю команду привернув увагу представників тренерського штабу клубу «Болонья», до складу якого приєднався 1935 року. Провів у болонській команді один рік, проте пробитися до її складу не зміг і вже 1936 року повернувся до клубу «Луккезе-Лібертас», за який відіграв 3 сезони. Завершив професійну кар'єру футболіста виступами за команду «Луккезе-Лібертас» у 1939 році.
1936 року був включений до складу збірної Італії для участі у Олімпійських іграх 1936 року. На турнірі, що проходив у Берліні, італійці вибороли титул олімпійських чемпіонів, проте Петрі на поле у рамках цього змагання не виходив. У подальшому також жодної офіційної гри за збірну не провів.
Помер 28 листопада 1964 року на 55-му році життя у місті Сан-Франциско.